# Sabine Pemsel-Maier
Sabine Pemsel-Maier (* 6. April 1962 in Heidenheim an der Brenz) ist eine deutsche römisch-katholische Theologin.

## Leben
Pemsel-Maier studierte römisch-katholische Theologie, Philosophie, Germanistik und Pädagogik an der Albert-Ludwigs-Universität Freiburg und an der Universität Wien. Von 1997 bis 2006 war sie als Professorin für Dogmatik und Religionspädagogik an der Katholischen Fachhochschule Freiburg tätig. Pemsel-Maier war ab 2006 als Professorin für Katholische Theologie und Religionspädagogik an der Pädagogischen Hochschule Karlsruhe am Institut für Philosophie und Theologie tätig. Seit 2014 ist sie dies an der Pädagogischen Hochschule Freiburg mit dem Schwerpunkt Dogmatik und ihre Didaktik. Pemsel-Maier publiziert auch zu Genderthemen und feministischer Theologie. Zusammen mit dem evangelischen Theologen Peter Müller gibt sie die im Kohlhammer Verlag erscheinende Reihe Theologie elementar heraus.

## Werke (Auswahl)
- Theologie im Fernkurs/Der christliche Glaube/Grundkurs/Lehrbrief 16. Maria und die Heiligen, Stuttgart 2007
- Grundbegriffe der Dogmatik, Don Bosco, München 2003
- Zwischen Alltag und Ausnahme: Seelsorgerinnen, Schwabenverlag, Ostfildern 2001
- Himmel – Hölle – Fegefeuer, Verlag Katholisches Bibelwerk, Stuttgart 2001
- Der Traum vom ewigen Leben. Katholisches Bibelwerk, Stuttgart 2000, ISBN 3-460-11112-7 (Neuausgabe 2010, ISBN 978-3-460-30026-2).